# Río Vaupés
El río Vaupés (en Brasil y en portugués: rio Uaupés) es un largo río amazónico, uno de los principales afluentes del río Negro, a su vez el afluente más caudaloso del río Amazonas. El río discurre por Colombia —en los departamentos de Guaviare y Vaupés— y por Brasil —en el estado de Amazonas—. Tiene una longitud total de 1050 km.

## Geografía
El río Vaupés nace en el departamento de Guaviare, al oeste de la localidad de Calamar (02°03′N 72°53′O / 2.050, -72.883), en la confluencia del río Itilla y el río Unilla. Discurre en dirección este, bañando las localidades de Miraflores, Carurú, Puerto Silvania, Santa Rosa, Tucuña, Mitú (la capital del departamento de Vaupés), Yavaraté. 
Tras recibir al río Papuri, marca la frontera colombiana con Brasil. A partir de aquí el curso del río Vaupés forma durante un tramo frontera natural entre Colombia y Brasil, y en este país el río se conoce como Uaupés, y es navegable en parte. Atraviesa las localidades brasileñas de Puraquê, Ponta Cuiubi y Iauaretê, donde deja de ser frontera y se interna en dirección sur en el estado brasileño de Amazonas. Pasa por las localidades de Paraná Juca, Tuluca, Açai Paraná y São Joaquim, donde desemboca finalmente en el río Negro. En este tramo brasileño, el río discurre íntegramente por el territorio indígena Alto Río Negro, que también es en gran parte Reserva Forestal del río Negro. En este tramo el río pasa muy cerca de la línea del Ecuador en varias ocasiones. Los principales afluentes de este tramo son los ríos Papuri, Tiquié y Iauiari. Alrededor de su curso hay muchos pequeños lagos, restos de épocas de crecida, desembocan en la línea del ecuador.

## Historia
El explorador y fotógrafo italiano Ermanno Stradelli (1852–1926) realizó un viaje por este río en 1881, patrocinado por la Società Geografica de Roma, publicando sus impresiones en 1890, «Il Vaupes e gli Vaupes». (Bolletino della Società Geográfica Italiana, 3a. serie, vol. 3, 425-453).